# スーパーマン: ウォー・オブ・スーパーメン
『スーパーマン: ウォー・オブ・スーパーメン』（英: Superman: War of the Supermen）は、DCコミックスが出版するアメリカンコミック『スーパーマン』のミニシリーズ。2010年6月から7月まで5巻が出版された。キャッチコピーは「100分間の戦争」。

## あらすじ
ニュークリプトンの復興後、再び襲撃してきたブレイニアックと手を組んでいる地球人（レックス・ルーサー）の存在が発覚する。これを知ったゾッド将軍は地球に対して報復の戦争を行うと宣言する。スーパーマンと同等の能力を持つクリプトン人が増加したことを以前から危険視していたサム・レイン将軍はレックス・ルーサーと手を組んでいた。
スーパーマンはゾッド将軍に説得を試みるが逆に拘束され、兵士の多くが地球へ向かいはじめる。スーパーマンは力尽くで阻止しようとゾッド将軍、アーサ、ノンと戦闘になる。ニュークリプトンに潜入し捕まったリアクトロンをアルーラが尋問しているところへスーパーガールが訪れていた時、リアクトロンは自爆してニュークリプトンを破壊する。スーパーマンとスーパーガールは再びクリプトンを失ったことを嘆き、ゾッド将軍とクリプトン人の軍隊は徹底して地球人と戦う決意をする。
大統領を殺害するためホワイトハウスへ向かったアーサをスーパーガルが追う。スーパーマンとゾッド将軍が戦っている最中、ゾッド将軍は地球をニュークリプトンに変えるつもりでいることを明かす。スーパーボーイが「孤独の要塞」へファントムゾーン・プロジェクターを取りに行き、それを受け取ったスーパーマンはゾッド将軍をファントムゾーンへ閉じ込める。スーパーガールとロイス・レインが軍事基地でサム・レイン将軍を追い詰めると彼は自殺する。
スーパーマンとロイスはクリプトンの再興によって戦争が起きたことを悲しみ、まだクリプトン人の生き残りが地球のどこかにいる可能性を考える。マスメディアはサム・レイン将軍を「地球のために戦った英雄」として称えたが、いつの日か人類がエイリアンと対話する準備ができることを望んで、ロイスは真実を暴露することをスーパーマンに約束する。

## 書誌情報
- Superman: War Of The Supermen (hardcover) ISBN 978-1401229672
- Superman: War Of The Supermen (softcover) ISBN 978-1401231873